# Чха Чжон Хьок
Чха Чжон Хьок (кор. 차정혁, 車正赫; народився 25 вересня 1985; Пхеньян, КНДР) — північнокорейський футболіст. Нині захисник швейцарського клубу «Віль» та національної збірної Корейської Народно-Демократичної Республіки.

## Досягнення
- Чемпіон КНДР: 2006
- віце-чемпіон КНДР: 2007, 2009